# CF Oliveira do Douro
El CF Oliveira do Douro es un equipo de fútbol de Portugal que juega en el Elite Série 1 AF Porto, la quinta división nacional.

## Historia
Fue fundado el 15 de mayo de 1932 en la freguesía de Oliveira do Douro, Vila Nova de Gaia y cuenta con secciones en varias categorías de fútbol además de secciones en fútbol playa y fútbol sala. Está inscrito en la Federación Portuguesa de Fútbol con el número 355 y está afiliado a la Asociación de Fútbol de Oporto.
Pasó por las categorías regionales en casi toda su historia exceptuando la temporada 2006/07 cuando jugó por primera u única vez en la Tercera División de Portugal donde descendió tras una temporada. Logra el ascenso al Campeonato de Portugal para la temporada 2023/24 luego de ser subcampeón de Oporto y su regreso a las competiciones nacionales.

## Palmarés
- Primera División de Oporto: 2[3]

1981/82, 1991/92
- Copa de Oporto: 1[4]

2014/15